# Phaseolus micranthus
Phaseolus micranthus är en ärtväxtart som beskrevs av William Jackson Hooker och George Arnott Walker Arnott. Phaseolus micranthus ingår i släktet bönor, och familjen ärtväxter. Inga underarter finns listade i Catalogue of Life.